# Yadira Bendaña
Yadira Esperanza Bendaña Flores (sinh ngày 20 tháng 11 năm 1968 tại Tegucigalpa) là một nhà báo và chính trị gia người Honduras. Cô hiện đang giữ chức phó đại hội của Quốc hội Honduras đại diện cho Đảng Tự do của Honduras cho Francisco Morazán.
Cô nổi tiếng ở đất nước mình là chủ nhà của Teletón hàng năm trong sáu năm; cô rời Televicentro vì tranh chấp lao động. Vào năm 2009, sau hậu quả của cuộc đảo chính năm 2009, cô đã bị tấn công bởi một người đàn ông vô danh gọi cô là "golpista".